# Teatro Giuseppe Verdi (Pollenza)
Il teatro Giuseppe Verdi è un teatro nel paese di Pollenza, in provincia di Macerata, nelle Marche.

## Storia
Il teatro venne inaugurato nel gennaio del 1883 con La favorita di Gaetano Donizetti e, da allora, è sempre stato al centro della vita culturale del paese. È stato chiuso per un lungo periodo per restauri ed è tornato attivo nel 2001 con un concerto inaugurale della soprano Mariella Devia. Da allora si tiene ogni anno una stagione teatrale di prosa e spettacoli vari.

## Architettura

### Sala
Tipica sala ottocentesca a ferro di cavallo, composta da due ordini di palchi e da un loggione aperto a balconata. La decorazione del soffitto si deve a Pietro Giovannetti di Sant'Angelo in Pontano, mentre i medaglioni raffiguranti le allegorie delle Arti teatrali, la Danza, il Canto, la Commedia e la Tragedia, come gli ovali minori, sono opera del romano Annibale Brugnoli. Le decorazioni dei parapetti dei palchi sono a rilievo in legno e differenziati per ogni ordine, mentre le decorazioni della platea sono in stucchi di gesso dorati. I meccanismi di scena e le carpenterie per il palcoscenico sono originali e furono realizzate dal falegname Vincenzo Andreani. 

### Foyer
Si accede alla sala principale attraversando un sobrio foyer detto anche "sala degli intervalli" di forma rettangolare il cui soffitto riporta una decorazione singolare del 1928 in stile liberty, opera del pittore pollentino Giuseppe Fammilume. Su di un pentagramma musicale si legge una composizione in cui le note sono rappresentate da variopinti uccellini canori. Sulla parete di fondo si trova invece la dedica a due pollentini illustri nel canto, i ritratti del basso profondo Nicola Benedetti e il tenore Antonio Pelagalli Rossetti. Il foyer ed il loggione sono i soli ambienti che conservano gli arredi lignei originali.

## Storia
Nel 1872 il piccolo teatro della maschera, che fin dal Seicento si trovava all’interno dell'allora palazzo comunale, risultò troppo angusto per le esigenze della cittadinanza; si decise allora per la costruzione di una nuova struttura e ne fu affidato il progetto all’architetto Ireneo Aleandri. I lavori iniziarono l'anno successivo e durarono dieci anni. Nel corso di questo periodo intervenne a dirigere i lavori l’architetto romano Francesco Vespignani, che cercò di rispettare la progettazione apportando minime modifiche (i palchi passarono da tredici a quindici) terminando il lavoro nel 1883. Il teatro comunale di Pollenza è l’ultima opera progettata dall’Aleandri, che ormai giunto oltre gli ottant’anni, aveva difficoltà a recarsi in cantiere. 
Inizialmente nominato come teatro comunale, venne intitolato solo negli anni Duemila a Giuseppe Verdi, per via del legame tra il grande compositore italiano e la cittadina di Pollenza. Davanti all’ingresso del teatro si erge una sua statua con busto in bronzo, unico monumento nelle Marche dedicato a Giuseppe Verdi.